# Árpádvár (Szihalom)
A szihalmi Árpádvár a település belterületén, a Rima-patak fölé emelkedő, három oldalról meredek lejtőkkel övezett földnyelven álló egykori földhalomvár, melyet a helyi lakosság is Árpádvár néven ismer.

## Története
1067-ben említették először, mint Aba nemzetségbeli Péter ispán itteni részbirtokát, melyet ekkor az általa alapított százdi apátságnak adományozott. Az oklevél ekkor említi Szinhalom curtis-t, mint a király lovainak őrzőhelyét.

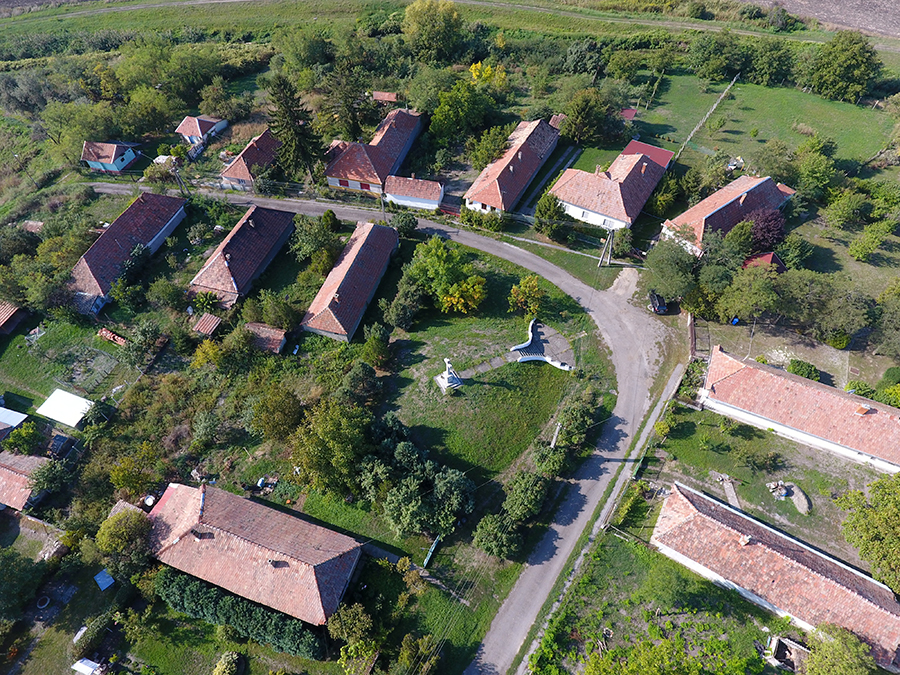
Árpádvár, légi felvételen (Szihalom)

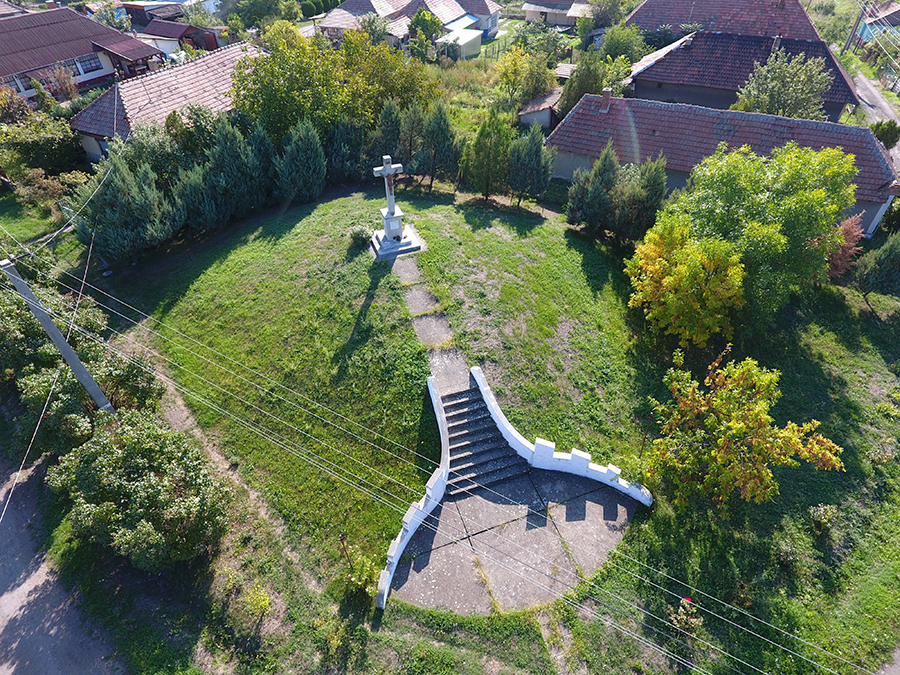
Árpádvár, légi légifotó (Szihalom)

## Régészeti kutatások
1868-ban Foltinyi János kutatta át a dombot, de az akkori régészeti ismeretanyag alapján még nem tudta helyesen értelmezni a megfigyelt jelenségeket, tévesen gondolta őskori többrétegű telepnek. Ipolyi Arnold azonban már helyesen azonosította az Anonymus által említett "heggyel".

## Leírása
A domb északi, nyugati és déli oldalán meredek lejtőkkel övezett, megközelíteni könnyebben csak a keleti oldalról lehet. A védett terület egy 110 x 85 méter alapterületű ovális fennsík, mely a völgyhöz képest 7–8 méterrel emelkedik ki. A fennsík közepén található a motte-domb maradványa. A motte alapátmérője 30 méter körüli, mely ma már csak 2,5 m magas, felső átmérője 10–15 méter. Eredetileg 4 m magas és a mainál jóval nagyobb tömegű volt. Az 1868-ban megbolygatott halomból a lakosság olyan nagy mértékben hordta el a földet, hogy a maradványok megmentése érdekében 1885-ben áthoztak ide egy eredetileg 1848-ban állított kő keresztet. A terület ekkori rendezése során alakult ki a ma is látható állapot.